# Wiener FC 1898
Der Wiener FC 1898 war einer der ersten Fußballvereine aus der österreichischen Bundeshauptstadt Wien und existierte von 1897 bis 1903.

## Geschichte

### Gründungsgeschichte
Der Wiener FC 1898 hatte seine Wurzeln im 1887 gegründeten Deutsch-Österreichischen Turnverein Wien und wurde 1897 als Fußballsektion innerhalb des Turnvereins gegründet. Bereits im Gründungsjahr traten die Fußballer unter diesem Namen im Challenge-Cup in Erscheinung und konnten sogar bis in das Endspiel vordringen. Die offizielle Abspaltung vom Stammverein erfolgte vermutlich mit Jahresbeginn 1898 und spiegelte sich mit dieser Jahreszahl auch im Vereinsnamen wider. Warum der Fußballverein bereits 1897 unter dem Namen Wiener FC 1898 antrat kann heute nicht mehr eruiert werden. In Aufzeichnungen und Zeitungsberichten aus der Zeit des endenden 19. Jahrhunderts und des beginnenden 20. Jahrhunderts finden sich für den Klub die unterschiedlichsten Bezeichnungen. Zumeist wurde der WFC als „Fußballklub von 98“, FC 98 Wien oder eben als Wiener FC von 1898 tituliert.

### Die jüdischen Wurzeln
Die Wurzeln des Deutsch-Österreichischen Turnvereins selbst liegen im Ersten Wiener Turnverein 1861. Der Oberturnwart des damaligen TV 1861, Franz Xaver Kießling (1859–1940), beantragte 1887 die Einführung eines später als Arierparagraph bezeichneten Passus in die Vereinssatzungen, der alle nichtdeutschen Mitglieder aus dem Verein ausschloss. Der Erste Wiener Turnverein zählte zu dieser Zeit bei insgesamt 1.100 Mitgliedern 480 Juden und 20 weitere Nichtdeutsche. Auf Grund der Abänderung des Vereinsgesetzes durften nur noch Deutsche „arischer“ Abkunft dem Ersten Wiener Turnverein angehören. 
Der sogenannte Arierparagraph wurde bald darauf auch in Vereinssatzungen anderer Vereine aufgenommen, und so kam es ab den 1880er Jahren mit dem zeitgleich wachsenden jüdischen Nationalbewusstsein sowohl durch assimilationsbereite als auch zionistische und jüdisch-nationale Kreise vermehrt zu Vereinsbildungen jüdischer Mitbürger. Auch die nunmehr ausgeschlossenen jüdischen Mitglieder des TV 1861 gründeten noch im selben Jahr mit dem Deutsch-Österreichischen Turnverein ihren eigenen Verein.

### Challenge-Cup und Tagblatt-Pokal
Im erstmals ausgetragenen Challenge-Cup besiegte der Wiener FC 1898 im Semifinale am 14. November 1897 den Konkurrenten RC Training Wien mit 5:0 Toren und zog überraschend in das Endspiel ein. Das Finale wurde am 21. November 1897 auf der Forstwiese im Wiener Prater ausgespielt und endete mit einem überlegenen 7:0-Erfolg des Vienna Cricket and Football-Club, deren Mannschaft fast ausschließlich aus Briten bestand. In den folgenden Saisonen erreichte der WFC 1898 jeweils das Semifinale des Challenge-Cup, scheiterte 1898/99 jedoch am AC Victoria Wien und 1899/1900 an der First Vienna FC 1894 Wien jeweils mit 1:3. 
Für die Saison 1900/01 wurde erstmals von der Österreichischen Fußball-Union eine Meisterschaft organisiert. Der Wiener FC 1898 wurde vom Verband aufgrund seiner Spielstärke und seiner Erfolge im Challenge-Cup gemeinsam mit dem First Vienna FC 1894, Vienna Cricket and Football-Club, AC Viktoria Wien und dem Wiener AC in die erste Klasse eingeteilt, die um den sogenannten Wiener Tagblatt-Pokal spielte. Der WFC hatte die gesamte Saison über mit Spielermangel zu kämpfen und beendete die erste Saison, die sich über sechs Spieltage erstreckte, mit vier Punkten an vierter Stelle. Im Challenge-Cup unterlag der WFC im Viertelfinale dem späteren Gewinner Wiener AC. 
Die Saison 1901/02 begann für den WFC hingegen gleich mit einem guten Einstand im Wiener Tagblatt-Pokal in Form eines 1:1-Remis beim Aufsteiger Hernalser F.u.A.C. Vorwärts. Im weiteren Saisonverlauf gelangen weitere Remis gegen die absoluten Spitzenvereine First Vienna FC und Wiener AC. Die höchsten Siege schrieben sich mit 4:0 gegen Graphia und 3:0 gegen Hernals zu Buche. Der Verein hatte jedoch auch in dieser Saison wieder mit Spielermangel zu kämpfen und konnte im Frühjahr 1902 zu den beiden Spielen gegen den Wiener AC und zu einer Begegnung gegen Graphia nicht antreten. Letztendlich belegte der Wiener FC 1898 damit nur den dritten Rang hinter dem Sieger Wiener AC und der Vienna. Im Challenge-Cup durfte der WFC in dieser Saison nicht antreten, da alle Wiener Vereine vom Organisator Vienna Cricket and Football-Club vom Bewerb ausgeladen wurden. 
Im Tagblatt-Pokal erreichte der WFC auch in seiner letzten Saison 1902/03 wieder den dritten Platz, konnte jedoch aus den Spielen gegen die Spitzenvereine der Liga nur einen einzigen Punkt erringen (1:1 gegen Vienna). Negative Höhepunkte des WFC waren die 1:10 und 0:6 Niederlagen gegen den späteren Sieger Wiener AC und eine 1:4-Niederlage gegen die Cricketer. Im Challenge-Cup erreichte man noch einmal das Semifinale, schied jedoch auch hier mit 0:5 gegen den Wiener AC aus. Am Ende der Saison 1902/03 wurde der Spielbetrieb aufgrund fehlender sportlicher Perspektiven und des konstant vorherrschenden Spielermangels eingestellt und der Verein aufgelöst.

## Erfolge
- Challenge-Cup-Finalist: 1898
- Challenge-Cup-Semifinale: 1899, 1900, 1903

## Bekannte Spieler
- Hugo Wiesner, 1 Länderspiel 1902 für Österreich als Spieler des WFC 1898